# Humulus
Humulus és un petit gènere de plantes de flors que pertany a la família Cannabaceae, natiu de les regions temperades d'Hemisferi nord. Les flors femenines, anomenades llúpol, són usades per a condimentar i estabilizar la cervesa. El llúpol és part de la família del Cannabis també anomenat cànnabis.
És una planta herbàcia perenne que llancen els seus nous tiges cada primavera des de les seves rizomes i moren quan arriben els freds en tardor. Els nous plançons creixen molt ràpidament, perquè arriben a créixer 50 cm per setmana, sent la seva longitud total de 2 a 15 metres. Les fulles són oposades, peciolades i cordades en la base.

## Espècies acceptades
- Humulus cordifolius Miq.
- Humulus lupulus L.
- Humulus neomexicanus (A. Nelson & Cockerell) Rydb.
- Humulus scandens (Lour.) Merr.
- Humulus yunnanensis Hu